# Онопа Микола Савелійович
Мико́ла Саве́лійович Оно́па (нар. 18 листопада 1913 — пом. 17 лютого 1962) — радянський військовик часів Другої світової війни, помічник командира взводу 107-го гвардійського стрілецького полку 34-ї гвардійської стрілецької дивізії (68-й стрілецький корпус, 4-а гвардійська армія, 3-й Український фронт), гвардії старшина. Герой Радянського Союзу (1945).

## Життєпис
Народився 18 листопада 1913 року в селі Василівці, волосному центрі Олександрійського повіту Херсонської губернії (нині — село Онуфріївського району Кіровоградської області) в селянській родині. Українець. Здобув початкову освіту, працював у місцевому колгоспі.
До лав РСЧА призваний у серпні 1939 року. Після закінчення полкової школи проходив військову службу в складі 26-ї армії Київського ОВО. Учасник німецько-радянської війни з 5 липня 1941 року. Воював на Південно-Західному, Південному, Сталінградському, 4-у та 3-у Українських фронтах. Тричі був поранений.
Особливо відзначився під час боїв в Угорщині. 3 січня 1945 року, коли почався масований наступ супротивника при підтримці танків і штурмових гармат, 28 бійців 107-го гвардійського стрілецького полку на чолі з парторгом 7-ї роти старшим сержантом М. С. Стариковим вибили супротивника з двоповерхового будинку на станції Банхида, поблизу міста Секешфегервар, і зайняли оборону. Протягом 5 діб, перебуваючи в повному оточенні, група бійців відбила 40 ворожих атак, знищивши при цьому 1 важкий танк, 3 бронетранспортери, понад 70 солдатів і офіцерів ворога. Після виходу з оточення, п'ятеро бійців, що найбільше відзначились (гвардії старшина М. С. Онопа, гвардії старші сержанти М. С. Стариков і П. А. Столбов, гвардії рядові І. П. Авдеєв і В. І. Сорока), були представлені до присвоєння звання Героя Радянського Союзу.́
По закінченні війни демобілізувався, жив у рідному селі. Працював у колгоспі імені Ілліча, згодом — на залізниці. Помер 17 лютого 1962 року. Похований в селі Василівка.

## Нагороди
Указом Президії Верховної Ради СРСР від 29 червня 1945 року за зразкове виконання бойових завдань командування на фронті боротьби з німецькими загарбниками та виявлені при цьому відвагу і героїзм, гвардії старшині Онопі Миколі Савелійовичу присвоєно звання Героя Радянського Союзу врученням ордена Леніна і медалі «Золота Зірка» (№ 4972).
Також був нагороджений медалями, в тому числі «За відвагу» (23.02.1945).